# Хатки (Скадовський район)
Х́атки — село в Україні, у Скадовській міській громаді Скадовського району Херсонської області. Населення становить 309 осіб.

## Історія
У 1946 році указом Президії Верховної Ради УРСР село Дурна Хатка перейменоване на Хатки.
Відповідно до Розпорядження Кабінету Міністрів України від 12 червня 2020 року № 726-р «Про визначення адміністративних центрів та затвердження територій територіальних громад Херсонської області» увійшло до складу Скадовської міської громади.
24 лютого 2022 року село тимчасово окуповане російськими військами під час російсько-української війни.

## Населення
Згідно з переписом УРСР 1989 року чисельність наявного населення села становила 298 осіб, з яких 143 чоловіки та 155 жінок.
За переписом населення України 2001 року в селі мешкало 309 осіб.

### Мовний склад
Рідна мова населення за даними перепису 2001 року:
| Мова       | Чисельність, осіб | Доля     |
| ---------- | ----------------- | -------- |
| Українська | 303               | 98,06 %  |
| Російська  | 6                 | 1,94 %   |
| Разом      | 309               | 100,00 % |